# Koppel (polsk-jødisk familie)
Koppel er flere danske slægter. Koppel-slægten med polsk-jødiske aner omfatter blandt andet:
- Isak Koppel (f. 1888 – d. 1970)[1] – skrædder, gift med Manja Koppel (Hendeles) (f. 1889 – d. 1984)

- Herman D. Koppel (f. 1908 – d. 1998) – komponist. søn af Isak Koppel og Manja Koppel, gift med Vibeke Koppel (Bruun) (f. 1909 – d. 1976)

- Therese Herman Koppel (f. 1936 – d. 2015) – klassisk pianist, datter af Herman D. Koppel og Vibeke Koppel, gift med (1962 – 1972) Christian Kampmann (f. 1939 – d. 1988).

- Abelone Koppel (f. 1963) – manuskriptforfatter, datter af Therese Koppel og Christian Kampmann.
- David Kampmann (f. 1966) – guitarist, sanger og komponist, søn af Therese Koppel og Christian Kampmann.

- Alfred Raben Kampmann (f. 1999) – søn af David Kampmann og Maria Raben.

- Lone Herman Koppel (f. 1938) – operasanger, datter af Herman D. Koppel og Vibeke Koppel, gift med (1961-66) Erik Lindgren (f. 1939), (1969 – 78) John Winther (f. 1933) og (1983 – ) Björn Asker (f. 1941)

- Mie Cosman Koppel Levy (f. 1963), datter af Lone Koppel og Erik Lindgren, gift med Benny Levy

- Isak Koppel Levy (f.1993) – søn af Mie Cosman Koppel og Benny Levy
- Gabriel Koppel Levy (f.1996) – søn af Mie Cosman Koppel og Benny Levy
- Noah Koppel Levy (f.2001) – søn af Mie Cosman Koppel og Benny Levy

- Thomas Peter Koppel (f. 1965) – tenor, søn af Lone Koppel og John Winther.

- Jonathan Asmund Koppel (f. ?) – tenor, søn af Thomas Peter Koppel

- Nikolaj Koppel (f. 1969) – pianist , musikchef og journalist, søn af Lone Koppel og John Winther, gift med Sille Kroyer Koppel (1998).

- Simon (f. 1998) – søn af Nikolaj Koppel og Sille Kroyer Koppel
- Emilie (f. 2002) – datter af Nikolaj Koppel og Sille Kroyer Koppel

- Thomas Herman Koppel (f. 1944- d. 2006) – komponist og musiker, søn af Herman D. Koppel og Vibeke Koppel, gift med (? – ?) Ilse Maria Lilian Koppel (Lansner) (f.?) og (1999 – 2006) med Annisette Koppel (Hansen) (f.1948) – sanger

- David Koppel (f. 1966) – søn af Thomas Koppel og Ilse Maria Lilian Koppel
- Alex Koppel (f. 1968) – søn af Thomas Koppel og Ilse Maria Lilian Koppel
- Billie Koppel (f. 1972) – sanger og sangskriver, datter af Thomas og Annisette Koppel.
- Naja Rosa Koppel (f. 1980) – sanger og sangskriver, datter af Thomas og Annisette Koppel.

- Anders Herman Koppel (f. 1947) – musiker og komponist, søn af Herman D. Koppel og Vibeke Koppel, gift med Ulla Bülow Lemvigh-Müller Koppel – skuespiller (f.1948)

- Sara Koppel (f. 1970) – tegnefilms-tegner og maler, datter af Anders og Ulla Bülow Lemvigh-Müller Koppel.

- Olivia Kvist Koppel – datter af Sara Koppel
- Molly Kvist Koppel – datter af Sara Koppel

- Marie Carmen Koppel (f. 1971) – soul- og gospelsanger, datter af Anders og Ulla Bülow Lemvigh-Müller Koppel.

- Celeste – datter af Marie Carmen Koppel

- Benjamin Koppel (f. 1974) – musiker (saxofon), søn af Anders og Ulla Bülow Lemvigh-Müller Koppel, gift med Ann Vangsgaard Koppel (f. 1971)

- Astrid – datter af Benjamin og Ann Koppel
- Viola – datter af Benjamin og Ann Koppel

- Julius Koppel (f. 1910 – d. 2005) – violinist og bratschist, søn af Isak Koppel og Manja Koppel, gift med Else-Marie Koppel (Bruun) (f. 1911 – d. 2007)